# Puchar Portugalii w piłce siatkowej mężczyzn (2021/2022)
Puchar Portugalii w piłce siatkowej mężczyzn 2021/2022 (port. Taça de Portugal de Voleibol Masculino 2021/2022) – 58. sezon rozgrywek o siatkarski Puchar Portugalii zorganizowany przez Portugalski Związek Piłki Siatkowej (Federação Portuguesa de Voleibol, FPV). Zainaugurowany został 1 listopada 2021 roku. Do rozgrywek zgłosiły się 24 drużyny grające w I i II  Divisão.
Rozgrywki składały się z fazy wstępnej, w której odbyły się mecze rundy preeliminacyjnej, dwóch rund eliminacyjnych oraz runda eliminacyjna Azorów, oraz fazy głównej obejmującej 1/8 finału, ćwierćfinały i turniej finałowy. Turniej finałowy odbył się w dniach 19-20 marca 2022 roku w Centrum Kultury Viana do Castelo (Centro Cultural de Viana do Castelo). W ramach turnieju finałowego rozegrano półfinały i finał.
Po raz 19. Puchar Portugalii zdobył klub SL Benfica, który w finale pokonał AJ Fonte Bastardo.

## System rozgrywek
Rozgrywki o Puchar Portugalii w sezonie 2021/2022 składały się z fazy wstępnej i fazy głównej.
W fazie wstępnej uczestniczyły wszystkie zgłoszone drużyny grające w II Divisão oraz dwa kluby z Azorów. Faza wstępna składała się z rundy preeliminacyjnej, dwóch rund eliminacyjnych oraz rundy eliminacyjnej Azorów. Przed rundą preeliminacyjną oraz przed II rundą eliminacyjną odbyły się losowania, które wyłoniły pary meczowe.
Faza główna składała się z 1/8 finału, ćwierćfinałów oraz turnieju finałowego, w ramach którego odbyły się półfinały i finał. Nie był grany mecz o 3. miejsce. W 1/8 finału uczestniczyli zwycięzcy drugiej rundy eliminacyjnej, drużyny z I Divisão (Liga Una Seguros), a także przedstawiciele regionów autonomicznych Azorów i Madery. Przed 1/8 finału, ćwierćfinałami oraz turniejem finałowym odbyły się losowania wyłaniające pary meczowe.
We wszystkich rundach w ramach pary rozgrywane było jedno spotkanie decydujące o awansie.

## Drużyny uczestniczące
| Liga Una Seguros (14 drużyn) | Liga Una Seguros (14 drużyn) |
| ---------------------------- | ---------------------------- |
| AA Espinho                   | 1/8 finału                   |
| AA São Mamede                | ćwierćfinał                  |
| AJ Fonte Bastardo            | finał                        |
| Castêlo da Maia GC           | 1/8 finału                   |
| Clube Kairós                 | eliminacje Azorów            |
| Esmoriz GC                   | ćwierćfinał                  |
| GC Santo Tirso               | 1/8 finału                   |
| Leixões SC                   | 1/8 finału                   |
| SC Caldas                    | ćwierćfinał                  |
| SC Espinho                   | ćwierćfinał                  |
| SL Benfica                   | zwycięstwo                   |
| Sporting CP                  | półfinał                     |
| VC Viana/Casa Peixoto        | 1/8 finału                   |
| Vitória SC                   | półfinał                     |

| II Divisão (10 drużyn)         | II Divisão (10 drużyn) |
| ------------------------------ | ---------------------- |
| AD Machico                     | 1/8 finału             |
| Ala de Nun'Álvares de Gondomar | 1/8 finału             |
| CA Madalena                    | runda preeliminacyjna  |
| Clube Condeixa                 | I runda eliminacyjna   |
| CN Ginástica                   | II runda eliminacyjna  |
| Centro de Voleibol de Lisboa   | I runda eliminacyjna   |
| CV Oeiras                      | 1/8 finału             |
| Freil Gil VC                   | I runda eliminacyjna   |
| GDC Gueifães                   | II runda eliminacyjna  |
| SO Marinhense                  | I runda eliminacyjna   |

## Rozgrywki

### Faza wstępna

#### Runda preeliminacyjna
| 01.11.2021 16:00 (UTC±0) | CV Oeiras | 3:1 (25:21, 30:28, 13:25, 25:21) | CA Madalena | Pavilhão Desportivo de São Julião da Barra, Oeiras Sędziowie: Sérgio Pereira i Sofia Costa |

#### I runda eliminacyjna
| 13.11.2021 16:00 (UTC±0) | Clube Condeixa | 1:3 (19:25, 18:25, 27:25, 21:25) | GDC Gueifães | Pavilhão Municipal, Condeixa-a-Nova Sędziowie: Duarte Reis i Daniel Silva |

| 13.11.2021 17:00 (UTC±0) | Freil Gil VC | 0:3 (21:25, 10:25, 20:25) | Ala de Nun'Álvares de Gondomar | Extensão Frei Gil, Bustos Sędziowie: Paulo Gavina i Pedro Gonçalves |

| 13.11.2021 19:00 (UTC±0) | CN Ginástica | 3:0 (25:18, 25:15, 25:14) | SO Marinhense | Pavilhão CN Ginástica, Parede Sędziowie: Michelle Ferreira i Mafalda Bento |

| 13.11.2021 17:00 (UTC±0) | Centro de Voleibol de Lisboa | 0:3 (7:25, 18:25, 17:25) | CV Oeiras | Escola Básica Sophia de Mello Breyner, Amadora Sędziowie: Rui Reis i Sandra Deveza |

#### II runda eliminacyjna
| 08.12.2021 20:00 (UTC±0) | Ala de Nun'Álvares de Gondomar | 3:1 (25:23, 25:17, 23:25, 25:20) | GDC Gueifães | Pavilhão Ala Nun'Álvares, Gondomar Sędziowie: Daniel Silva i Elisabete Silva |

| 01.12.2021 21:30 (UTC±0) | CV Oeiras | 3:0 (25:16, 25:17, 25:16) | CN Ginástica | Pavilhão Desportivo de São Julião da Barra, Oeiras Sędziowie: Rui Reis i Madalena Ralha |

#### Runda eliminacyjna Azorów
| 27.10.2020 16:00 (UTC±0) | Clube Kairós | 0:3 (16:25, 16:25, 8:25) | AJ Fonte Bastardo | Complexo Desportivo das Laranjeiras, Ponta Delgada Sędziowie: Paulo Bento i Carlos Silva |

### Faza główna

#### 1/8 finału
| 23.01.2022 16:00 (UTC±0) | Esmoriz GC | 3:0 (25:19, 25:22, 25:20) | Ala de Nun'Álvares de Gondomar | Pavilhão do Esmoriz GC, Esmoriz Widzów: 100 Sędziowie: José Caramez i Pedro Gonçalves |

| 23.01.2022 11:00 (UTC±0) | AD Machico | 0:3 (15:25, 22:25, 10:25) | Vitória SC | Pavilhão Gimnodesportivo do Caniçal, Machico Sędziowie: Paulo Branco i Cândida Sousa |

| 09.02.2022 20:45 (UTC±0) | GC Santo Tirso | 2:3 (13:25, 25:17, 22:25, 27:25, 12:15) | AA São Mamede | Complexo Desportivo Comendador Manuel Cálem, Santo Tirso Widzów: 10 Sędziowie: Teresa Ferreira i Helder Lainho |

| 20.02.2022 16:00 (UTC±0) | SL Benfica | 3:1 (25:22, 21:25, 25:16, 25:23) | Leixões SC | Pavilhão da Luz Nº 2, Lizbona Widzów: 348 Sędziowie: Sofia Costa i Daniel Fernandes |

| 23.01.2022 16:00 (UTC±0) | SC Espinho | 3:0 (25:16, 25:18, 29:27) | CV Oeiras | Nave Desportiva de Espinho, Espinho Widzów: 50 Sędziowie: Ricardo Miranda i Rui Pinto Santos |

| 23.01.2022 16:00 (UTC-1) | AJ Fonte Bastardo | 3:0 (25:22, 25:17, 25:13) | VC Viana/Casa Peixoto | Complexo Desportivo Vitorino Nemésio, Praia da Vitória Widzów: 52 Sędziowie: Mafalda Bento i Sandra Deveza |

| 20.02.2022 16:00 (UTC±0) | Sporting CP | 3:0 (25:23, 25:20, 25:16) | AA Espinho | Pavilhão João Rocha, Lizbona Widzów: 313 Sędziowie: Pedro Pinto i Michelle Ferreira |

| 23.01.2022 16:00 (UTC±0) | SC Caldas | 3:2 (25:23, 21:25, 17:25, 27:25, 15:11) | Castêlo da Maia GC | Pavilhão Rainha D. Leonor, Caldas da Rainha Widzów: 100 Sędziowie: Rui Reis i Sofia Costa |

#### Ćwierćfinały
| 23.02.2022 21:00 (UTC±0) | SC Caldas | 0:3 (23:25, 18:25, 22:25) | Sporting CP | Pavilhão Rainha D. Leonor, Caldas da Rainha Widzów: 300 Sędziowie: Sandra Deveza i Rui Reis |

| 20.02.2022 18:30 (UTC±0) | SC Espinho | 2:3 (18:25, 22:25, 25:23, 25:19, 7:15) | AJ Fonte Bastardo | Nave Desportiva de Espinho, Espinho Widzów: 128 Sędziowie: Raquel Portela i José Caramez |

| 02.03.2022 21:00 (UTC±0) | Esmoriz GC | 0:3 (22:25, 21:25, 20:25) | SL Benfica | Pavilhão do Esmoriz GC, Esmoriz Widzów: 200 Sędziowie: Ricardo Ferreira i Teresa Ferreira |

| 19.02.2022 15:30 (UTC±0) | AA São Mamede | 1:3 (26:24, 14:25, 22:25, 18:25) | Vitória SC | Pavilhão Eduardo Soares, São Mamede de Infesta Widzów: 120 Sędziowie: Raquel Portela i Paulo Gavina |

### Turniej finałowy

#### Półfinały
| 19.03.2022 15:00 (UTC±0) | AJ Fonte Bastardo | 3:1 (25:17, 22:25, 25:19, 30:28) | Vitória SC | Centro Cultural de Viana do Castelo, Viana do Castelo Widzów: 208 Sędziowie: Luis Meireies i José Caramez |

| 19.03.2022 18:00 (UTC±0) | Sporting CP | 1:3 (25:22, 23:25, 20:25, 22:25) | SL Benfica | Centro Cultural de Viana do Castelo, Viana do Castelo Widzów: 962 Sędziowie: Rui Carvalho i Nuno Teixeira |

#### Finał
| 20.03.2022 17:45 (UTC±0) | AJ Fonte Bastardo | 1:3 (25:20, 23:25, 18:25, 22:25) | SL Benfica | Centro Cultural de Viana do Castelo, Viana do Castelo Widzów: 900 Sędziowie: Ricardo Ferreira i Nuno Maia |